# Canon EF-S
Байонет Canon EF-S — різновид байонета EF, розроблений компанією Canon для використання з фотоаппаратами серії Canon EOS із матрицею формату APS-C.

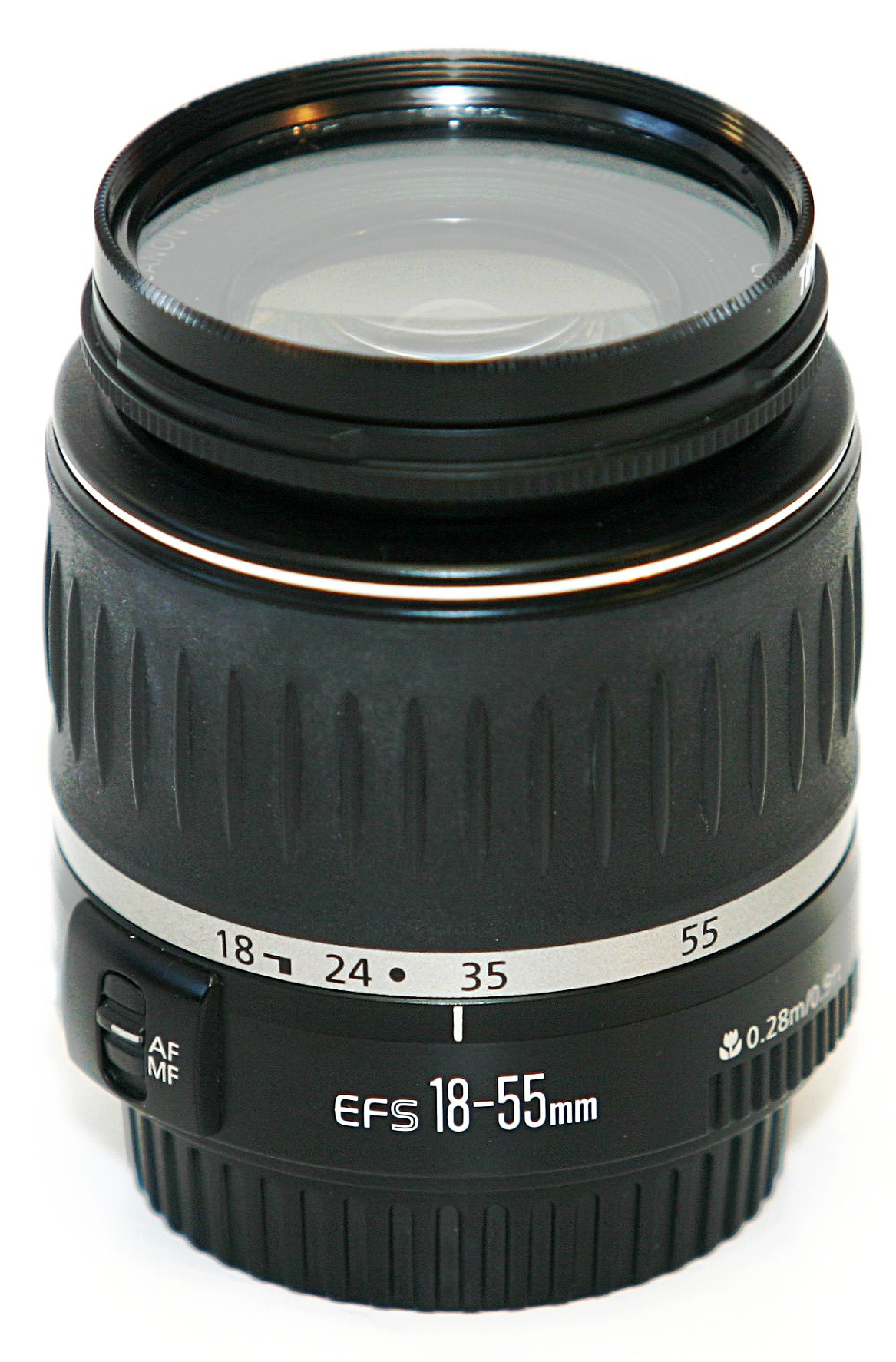
Об'єктив EF-S 18-55mm (з фільтром)

 Буква «S» у назві означає «Short back focus». Це означає, що задній оптичний елемент об'єктива EF-S розташований ближче до світочуливого сенсору, ніж у звичайних 35-мм дзеркальных фотоапаратах.
Об'єктиви EF-S не можуть установлюватися на камери з байонетом Canon EF.

## Сумісність
Сьогодні байонет EF-S використовують камери Canon EOS 7D, 7D Mark II, 20D, 20Da, 30D, 40D, 50D, 60D, 60Da, 70D, 80D, 90D, 100D, 200D, 250D, 300D,  400D, 450D, 500D, 550D, 600D, 650D, 700D, 750D, 760D, 77D, 800D, 850D, 1000D, 1100D, 1200D, 1300D, 2000D і 4000D. Ці фотоапарати сумісні і з байонетом EF-S, і із традиційним EF.
Але апарати з байонетом EF не можуть використовувати об'єктиви EF-S. Це пов'язано з тим, що задній оптичний елемент об'єктива EF-S розташований ближче до світлочутливого сенсору і може викликати ушкодження дзеркала на камерах із байонетом EF. Тому інші фотоапарати Canon EOS сумісні тільки з об'єктивами Canon EF.

## Список об'єктивів Canon EF-S
Сьогодні випущені такі об'єктиви Canon EF-S: 
|                      | Фокусна відстань | Діафрагма | Макро-режим | Ультразвуковий мотор | Оптичний стабілізатор | L-серія | Дифракційна оптика |
| -------------------- | ---------------- | --------- | ----------- | -------------------- | --------------------- | ------- | ------------------ |
| Canon EF-S 10-22 мм  | 10-22 мм         | 3.5-4.5   | Ні          | Так                  | Ні                    | Ні      | Ні                 |
| Canon EF-S 17-55 мм  | 17-55 мм IS      | 2.8       | Ні          | Так                  | Так                   | Ні      | Ні                 |
| Canon EF-S 17-85 мм  | 17-85 мм IS      | 4-5.6     | Ні          | Так                  | Так                   | Ні      | Ні                 |
| Canon EF-S 18-55 мм  | 18-55 мм USM     | 3.5-5.6   | Ні          | Так                  | Ні                    | Ні      | Ні                 |
| Canon EF-S 18-55 мм  | 18-55 мм         | 3.5-5.6   | Ні          | Ні                   | Ні                    | Ні      | Ні                 |
| Canon EF-S 18-55 мм  | 18-55 мм II      | 3.5-5.6   | Ні          | Ні                   | Ні                    | Ні      | Ні                 |
| Canon EF-S 18-55 мм  | 18-55 мм II USM  | 3.5-5.6   | Ні          | Так                  | Ні                    | Ні      | Ні                 |
| Canon EF-S 18-55 мм  | 18-55 мм IS      | 3.5-5.6   | Ні          | Ні                   | Так                   | Ні      | Ні                 |
| Canon EF-S 60 мм     | 60 мм            | 2.8       | Так         | Так                  | Ні                    | Ні      | Ні                 |
| Canon EF-S 55-200 мм | 55-200 мм IS     | 4-5.6     | Ні          | Ні                   | Так                   | Ні      | Ні                 |